# Jericho 941
Jericho 941 je SA/DA samonabíjecí pistole vyráběná v Israel Weapon Industries (IWI), na trh byla uvedena v roce 1990. Tato původně služební pistole, se začala vyvážet do zahraničí, kde se stala velmi žádaným artiklem, především v USA. Zde je často nazývána Baby Eagle, v návaznosti na proslavenou pistoli Desert Eagle z 80. let 20. století.
Pistole Jericho 941 je postavena na konstrukčním základě CZ 75, fakticky jde o kopii této slavné české pistole.
Díly, ze kterých je Jericho sestaveno jsou vyráběny italskou zbrojovkou Tanfoglio, ta má dlouholeté zkušenosti s výrobou kopií CZ 75. Mimo jiné dodává díly i brněnské firmě ALFA - PROJ spol. s r. o. na výrobu pistolí Alfa.
V prosinci 2014 společnost IWI US, Inc. oznámila, že začne zavádět verzi Jericha 941 z oceli i polymerů počátkem roku 2015.

## Varianty

### Ocelový rám
|                            | Full-size       | Full-size    | Semi-compact      | Semi-compact   | Semi-compact   | Compact        | Compact        |
| Náboj                      | 9 mm Luger      | .40 S&W      | 9 mm Luger        | .40 S&W        | .45 ACP        | 9 mm Luger     | .40 S&W        |
| Model (kapacita zásobníku) | 941 F/R (16/15) | 941 F/R (12) | 941 FS/RS (16/15) | 941 FS/RS (12) | 941 FS/RS (10) | 941 FB/RB (13) | 941 FB/RB (10) |
| Hmotnost                   |                 |              |                   |                |                |                |                |
| Pistole bez zásobníku      | 1000 g          | 900 g        | 900 g             | 900 g          | 1025 g         | 860 g          | 860 g          |
| Prázdný zásobník           | 90 g            | 90 g         | 90 g              | 90 g           | 100 g          | 85 g           | 85 g           |
| Plný zásobník              | 282 g           | 258 g        | 282 g             | 258 g          | 310 g          | 250 g          | 230 g          |
| Rozměry                    |                 |              |                   |                |                |                |                |
| Celková délka              | 207 mm          | 207 mm       | 184 mm            | 184 mm         | 184 mm         | 184 mm         | 184 mm         |
| Výška                      | 140 mm          | 140 mm       | 140 mm            | 140 mm         | 140 mm         | 125 mm         | 125 mm         |
| Šířka                      | 35 mm           | 35 mm        | 35 mm             | 35 mm          | 35 mm          | 35 mm          | 35 mm          |
| Délka hlavně               | 112 mm          | 112 mm       | 90 mm             | 90 mm          | 90 mm          | 90 mm          | 90 mm          |

### Plastový rám
|                            | Full-size         | Full-size      | Semi-compact       | Semi-compact    | Compact          | Compact          |
| Náboj                      | 9 mm Luger        | .40 S&W        | 9 mm Luger         | .40 S&W         | 9 mm Luger       | .40 S&W          |
| Model (kapacita zásobníku) | 941 FL/RL (16/15) | 941 FL/RL (12) | 941 SL/RSL (16/15) | 941 SL/RSL (12) | 941 FBL/RBL (13) | 941 FBL/RBL (10) |
| Hmotnost                   |                   |                |                    |                 |                  |                  |
| Pistole bez zásobníku      | 800 g             | 800 g          | 720 g              | 720 g           | 680 g            | 680 g            |
| Prázdný zásobník           | 90 g              | 90 g           | 90 g               | 90 g            | 80 g             | 80 g             |
| Plný zásobník              | 282 g             | 275 g          | 282 g              | 275 g           | 250 g            | 230 g            |
| Rozměry                    |                   |                |                    |                 |                  |                  |
| Celková délka              | 207 mm            | 207 mm         | 192 mm             | 192 mm          | 185 mm           | 185 mm           |
| Výška                      | 138 mm            | 138 mm         | 138 mm             | 138 mm          | 122 mm           | 122 mm           |
| Šířka                      | 38 mm             | 38 mm          | 38 mm              | 38 mm           | 38 mm            | 38 mm            |
| Délka hlavně               | 112 mm            | 112 mm         | 96 mm              | 96 mm           | 89 mm            | 89 mm            |